# Scheinfreiheit
Scheinfreiheit beschreibt im Studium die Situation eines Studenten, der bei allen zu belegenden Veranstaltungen (Pflicht- oder Wahlpflicht-Veranstaltungen) die Leistungsnachweise (ugs. Scheine) erhalten hat. Die Leistungsnachweise können je nach jeweiliger Prüfungsordnung oder Studienordnung durch erfolgreiche Arbeit in einer Veranstaltung erworben werden. Das bedeutet nicht, dass der Student sein Studium beendet hat, sondern er lediglich keine Veranstaltungen mehr besuchen muss. Demnach ist bei Scheinfreiheit ein Student weiterhin an der Hochschule immatrikuliert.
Ein Student gilt in diesem Fall als scheinfrei, wenn er nur noch Abschlussprüfungen, also eine Magister-, Diplom-, Bachelor-, Master- oder sonstige Examensarbeit anzufertigen hat und das eventuell darauffolgende Kolloquium absolvieren muss oder ein Staatsexamen abzulegen hat.
Teilweise werden Scheine erst nach einer bestandenen Prüfung als Prüfungsschein eingetragen oder werden unbenotet und ohne darauf folgende Prüfung ausgestellt. In diesem Fall hat ein Student im Bachelor-/Masterstudium alle benötigten Credits erhalten oder im Diplom-/Staatsexamensstudium alle benötigten Prüfungen bis zur Abschlussprüfung erfolgreich absolviert.